# Młotkowo-Kolonia
Młotkowo-Kolonia – kolonia w Polsce położona w województwie mazowieckim, w powiecie sierpeckim, w gminie Zawidz.
W latach 1975–1998 miejscowość administracyjnie należała do województwa płockiego.